# Kalanchoe robusta
Kalanchoe robusta är en fetbladsväxtart som beskrevs av Isaac Bayley Balfour. Kalanchoe robusta ingår i släktet Kalanchoe och familjen fetbladsväxter. Inga underarter finns listade i Catalogue of Life.